# Ivan Konev
Iván Stepanovich Koniev (28 de dezembro de 1897 - 21 de maio de 1973), foi um comandante militar soviético que se distinguiu durante a grande guerra patriótica soviética contra a Alemanha Nazi.
Nasceu numa família camponesa nas proximidades de Podosinovsky a actual Kirov, trabalhando como lenhador até que o exército czarista russo o recruta em 1916.
Com a retirada russa da Primeira Guerra Mundial, Koniev regressa a casa, mas em 1919 torna-se membro do partido bolchevique e do exército vermelho, onde desempenhou o cargo de artilheiro. Durante a Guerra Civil Russa serviu sob as ordens de Kliment Voroshilov, que se tornaria Comissário da Defesa e amigo de Josef Stalin. Esta relação foi muito importante para a carreira de Koniev.
Em 1926 completou a sua educação na Academia Militar de Frunze, em Bishek a partir dai foi subindo de posto militar graças as suas relações com Voroshilov e pelas grandes purgas feitas por Stalin. Em 1937 tornou-se deputado no Soviete Supremo e alguns anos depois membro do Comité Central do Partido.

## Segunda Guerra Mundial
Quando a Alemanha nazi invade a União Soviética em 1941, Koniev, no comando do 19º exército, esteve em várias batalhas da retirada russa, como Smolensk depois Moscovo. Defendendo a frente de Outubro de 1941 até Agosto de 1942, distinguiu-se e foi promovido a Coronel General, especificamente pelo seu papel na Batalha de Moscovo.
A seguir Koniev comandou grandes corpos do exército durante a guerra. Até Fevereiro de 1943 comandou a frente Oeste da Rússia, e entre Fevereiro e julho de esse mesmo ano comandou a frente Noroeste, e finalmente comandou a frente da Ucrania, que eventualmente se chamaria Primeira Frente Ucraniana, até ao final da guerra em Maio de 1945. Na Batalha de Kursk distinguiu-se ao comandar com êxito a ofensiva do norte, que logrou envolver o exército do General alemão Erich von Manstein.
Depois da vitória em Kursk, a Frente Ucraniana avancou libertando as cidades de Belgorod, Odessa, Kharkov e Kiev, empurrando os alemães para a Roménia. Graças aos seus êxitos, Koniev tornou-se Marechal da União Soviética em Fevereiro de 1944.
Koniev e o seu exército continuaram avançando e cruzaram a Bielorrússia, Ucrânia, Polónia e Checoslováquia, quando em julho de 1944 chegaram ao rio Vístula, recebeu o título de Herói da União Soviética. Em Setembro de 1944 o seu exército cruzou os Montes Cárpatos e entrou na Eslováquia, onde ajudaram os partisans a expulsar os alemães.
Em Janeiro de 1945, Koniev comandou a Ofensiva do Oder-Vístula, que expulsou os alemães até ao rio Oder, colocando o Exército Vermelho a menos de 60 km de Berlin. Ao mesmo tempo, parte das suas tropas libertavam Cracóvia no sul.
Em Abril, Koniev e Gueorgui Júkov forçaram a frente do Oder e avançaram para Berlin, no entanto, Koniev teve que desviar-se para sudoeste, porque Stalin deu a ordem de que seria Júkov quem tomaría a capital alemã. Koniev encontrou-se com os norte-americanos em Torgau e logo depois  dirigiu-se a Praga e encontrou alguma resistência, mas conseguiu liberta-la.

## Pós-Guerra
Ao finalizar a guerra, Koniev foi designado chefe das forças de ocupação na Alemanha Oriental assim como Alto Comissário dos Aliados para a Áustria. Em 1946 tornou-se comandante das forças terrestres da União Soviética e suplantou o seu rival Júkov como Ministro da Defesa. Posteriormente, foi nomeado comandante do Distrito Militar dos Cárpatos, um cargo muito menor, do que estava desempenhando.
Com a morte de Stalin, Koniev voltou a vida pública, em parte a sua relação que tinha com Nikita Khrushchov, sendo Koniev o principal responsável pela prisão, julgamento e execução de Lavrenti Beria em 1953. Depois de recuperar os cargos que haviam sido tirados, foi designado em 1956, Comandante em Chefe das Forças Armadas do Pacto de Varsóvia. Quatro anos depois retirou-se do serviço, mas voltou ao activo um ano depois para desempenhar o cargo de Comandante das Forças Armadas da Alemanha Oriental, e logo depois foi designado para o posto titular de Inspector Geral do Ministério da Defesa. Koniev foi respeitado e admirado pelas Forças Armadas e pelo Partido da União Soviética até a sua morte em 1973. Koniev casou-se duas vezes, e a sua única filha Nataliya foi Directora do Departamento de Linguística e Literatura da Universidade Militar Russa.